# Kim Erni
Kim Erni (* 16. Juni 2005) ist eine Schweizer Handballspielerin, die seit 2021 beim Verein GC Amicitia Zürich unter Vertrag steht. Sie wird auf dem linken Rückraum eingesetzt.

## Karriere

### Verein
Erni begann mit dem Handballspielen bei den Albis Foxes, bevor sie in die Nachwuchsabteilung zu GC Amicitia Zürich wechselte.
Dort durchlief sie sämtliche Juniorinnen-Stufen. Seit der Saison 2021/22 spielt sie in der ersten Frauenmannschaft in der Spar Premium League 1. 2021 wurde sie in die Schweizer Frauen-Handball-Akademie aufgenommen. Mit GC Amicitia belegte sie im Jahr 2024 den 2. Rang in der Meisterschaft und wurde im 3. Finalspiel zur Spielerin ihres Teams ausgezeichnet.

### Nationalmannschaft
Erni bestritt diverse Spiele mit den Jugendnationalmannschaften der Schweiz. Im September 2024 wurde Erni das erste Mal für die Schweizer A-Nationalmannschaft aufgeboten.